# Recherche de la coupe volée
La Recherche de la coupe volée est une peinture à l'huile sur bois de 26 × 19 cm réalisée vers 1515-1516 par Le Bacchiacca, peintre italien de l'école florentine, et conservée à la Galerie Borghèse de Rome. Elle faisait partie de la décoration de la chambre nuptiale Borgherini.